# Parastenocaris texana
Parastenocaris texana is een eenoogkreeftjessoort uit de familie van de Parastenocarididae. De wetenschappelijke naam van de soort is voor het eerst geldig gepubliceerd in 1984 door Whitman.